# 朱由榘
朱由榘（1609年7月26日—1618年6月22日），明朝宗室郡王，明神宗的孙子，福王朱常洵庶二子。
万历三十七年六月二十六日卯时出生，封潁上郡王，万历四十六年五月初一日巳时去世，年十岁，葬邙山之原。弘光元年（1645年）二月二十一日，其兄朱由崧追封朱由榘为颍王，谥号冲。《南明史》误作朱由榘在崇祯十四年（1641年）李自成攻陷洛阳时，与其父福王朱常洵一同被杀。